# Loro Huasi-La Loma
Se denomina Loro Huasi - La Loma a la aglomeración urbana que se extiende entre las localidades de Loro Huasi y La Loma del departamento Santa María dentro de la provincia de Catamarca, Argentina.
Se encuentra a 5 km al sur de la ciudad de Santa María.

## Población
Considerado como una aglomeración urbana por el INDEC desde 2001, cuenta según los resultados del censo 2010 con 1.935 habitantes, lo que representa un descenso poblacional del 0,21%.
En el anterior censo contaba con 1,939 habitantes (Indec, 2001). Es la 17° aglomeración más grande de la provincia de Catamarca.
| Componente | Departamento | Censo 2010 | Censo 2001 | Censo 1991 |
| ---------- | ------------ | ---------- | ---------- | ---------- |
| Loro Huasi | Santa María  | 1.547      | 1.469      | 992        |
| La Loma    | Santa María  | 388        | 470        | 387        |
| Total      |              | 1.935      | 1.939      | 1.309      |